# Sean Rigby
Sean Rigby (* 15. August 1989 in Preston, England) ist ein britischer Schauspieler. 
Sean Rigby studierte an der London Academy of Music and Dramatic Art (LAMDA), wo er 2012 seinen Abschluss machte. Im gleichen Jahr gründete er mit anderen Absolventen der LAMDA die Soggy Arts Theatre Company. Seit 2012 spielt er die Rolle des PC (später DS) Jim Strange in der ITV-Fernsehserie Der junge Inspektor Morse, seine erste Rolle im britischen Fernsehen überhaupt.
2017 übernahm er eine Rolle in der Mini-Serie Gunpowder der BBC.
Als Jim Strange wird er von Dennis Sandmann synchronisiert.